# Huseyn Arablinski
Huseyn Arablinski (en azerí: Hüseyn Ərəblinski) fue actor de teatro y  de cine y director de escena de Azerbaiyán. Él fue primer actor de cine en la historia de cine de Azerbaiyán (en la película En el reino de petróleo y millones).

## Biografía

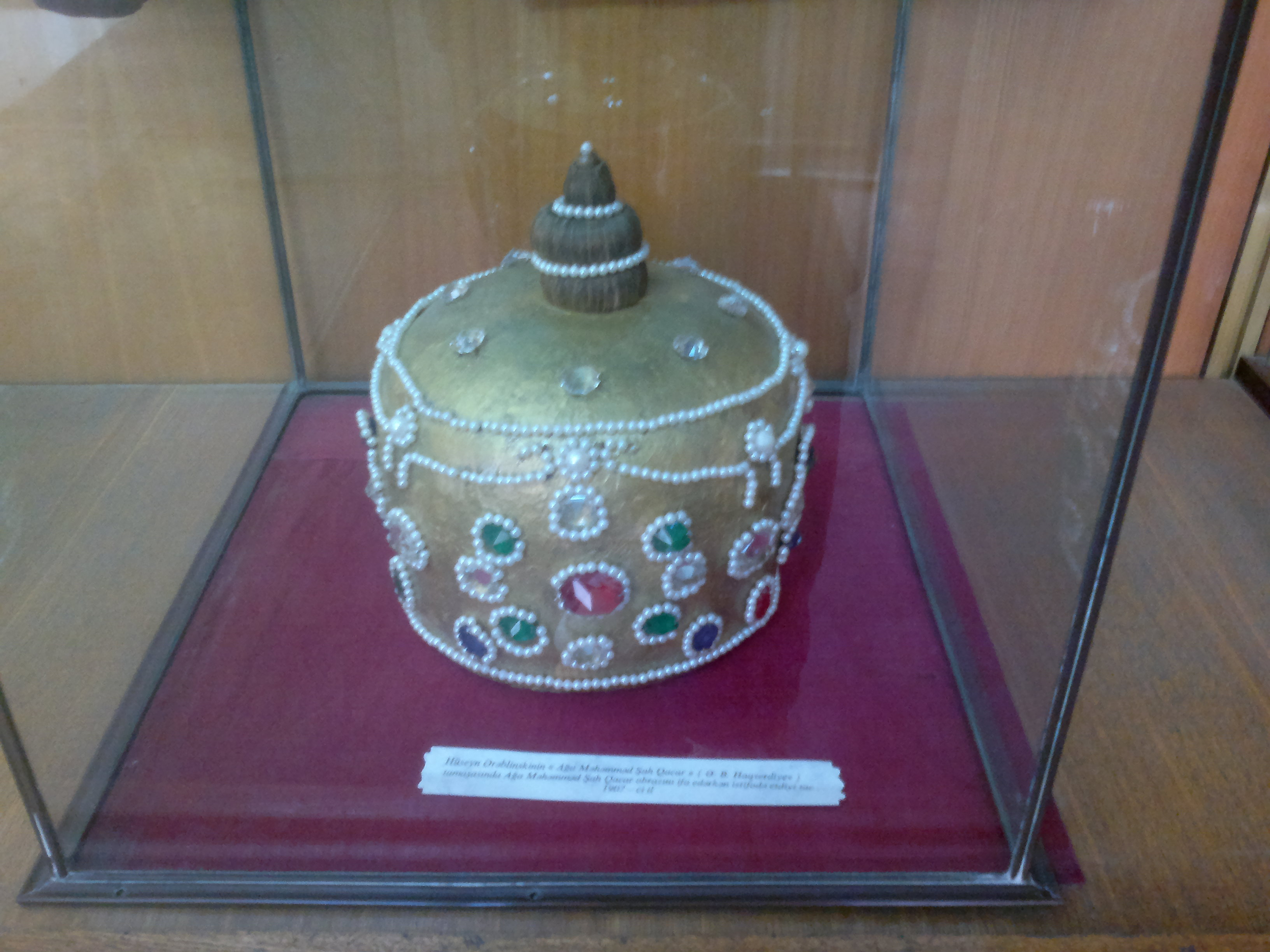
Corona de Huseyn Arablinski para rol de Agha Mohammad khan Qajar

Huseyn Arablinski nació en 1881 en Bakú.
Por primera vez Arablinski subió al escenario en 1897. En el año 1905 él comenzó su carrera profesional en la obra teatral “Tragedia de Fakhraddin” del famoso dramaturgo de Azerbaiyán, Najaf bey Vazirov. Sus otros roles: “Shah” en la obra teatral “Agha Mohammad khan Qajar” de Abdurrahim bey Hagverdiyev; “Heydar bey” en “Haji Qara” de Mirza Fatali Akhundov; “Khlestakov” en "El inspector general" de Nikolái Gógol; “Othello” en Otelo de William Shakespeare, etc.
A principios del año 1907 Huseyn Arablinski trabajó como el director de escena. En 1916 protagonizó en la película muda – En el reino de petróleo y millones.
En 1919 Huseyn Arablinski fue asesinado por su primo por motivo de problemas personales.